# マルコ・ガリアッツォ

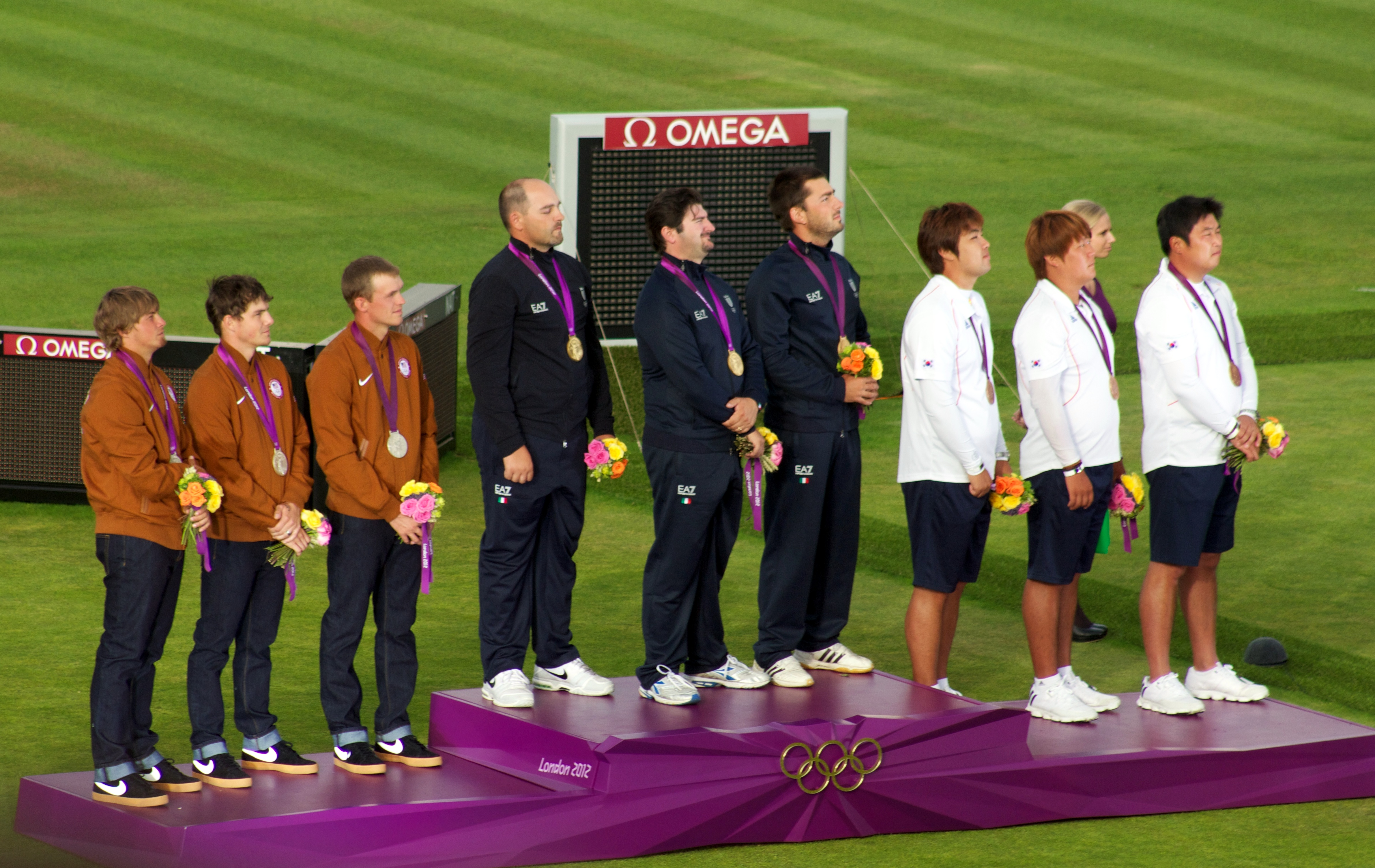

マルコ・ガリアッツォ（Marco Galiazzo 1983年5月7日- ）は、イタリアパドヴァ出身のアーチェリー選手。
アテネオリンピックのアーチェリー個人戦に出場した彼は3回の対戦に勝った後、準決勝に進出した。準々決勝ではアメリカのVIc Wunderleと対戦12回戦で109-108の接戦をものにして準決勝に進んだ。準決勝ではイギリスのローレンス・ゴドフリーと対戦 110-108で決勝に進んだ。決勝では山本博と対戦111-109で勝利し、見事金メダルを獲得した。
彼はアテネオリンピックの団体のメンバーとしても出場しイタリア男子チームは団体で7位となった。